# Barwieniec czerwony
Barwieniec czerwony, fantom czerwony (Hyphessobrycon sweglesi) – gatunek słodkowodnej ryby kąsaczokształtnej z rodziny kąsaczowatych (Characidae). Hodowana w akwariach.

## Opis
Pochodzenie: dorzecze Orinoko.
Rozmiary: długość 4,5 cm
Dymorfizm płciowy: Samiec jest znacznie mniejszy i ma dłuższe płetwy grzbietową i ogonową.
Zachowanie: Spokojna.
Barwieńce czerwone są rybami ławicowymi, powinny być trzymane w większych grupach (co najmniej 8 osobników). Należą do ryb delikatnych. Potrzebują kryjówek wśród roślinności i rozproszonego światła. Zalecane rośliny pływające.
| Zalecane warunki w akwarium | Zalecane warunki w akwarium                                                                   |
| --------------------------- | --------------------------------------------------------------------------------------------- |
| Zbiornik                    | średniej wielkości, gęsto obsadzony roślinnością, z ciemnym podłożem.                         |
| Temperatura wody            | 22–27 °C                                                                                      |
| Twardość wody               | miękka, 2–8°n, regularnie odświeżana, z dobrą filtracją                                       |
| Skala pH                    | 6–7                                                                                           |
| Pokarm                      | ryba wszystkożerna, chętnie przyjmuje żywe i mrożone larwy owadów, jak również pokarmy suche. |